# مستأمن
مستأمن یک طبقه‌بندی تاریخی اسلامی برای یک غیر مسلمان خارجی است، یک حربی (از دارالحرب، خانه جنگ، یعنی مناطق تحت حکومت غیرمسلمانان) که فقط به‌طور موقت در سرزمین‌های اسلامی (دارالاسلام) از طریق یک امان نامه کوتاه مدت اقامت دارد که به مستأمنین بدون نیاز به پرداخت جزیه وضعیت حفاظت شده ذمی‌ها (رعایای غیر مسلمان ساکن دائمی سرزمین تحت حکومت مسلمانان) را اعطا می‌کند. این شامل بازرگانان، پیامآوران، و دانش آموزان و سایر گروه‌هایی می‌شود که می‌توان به آنها امان یا تعهد امنیت داد. فرستادگان و فرستادگان خارجی به‌طور خودکار توسط امان محافظت می‌شوند. امام اجازه دارد به هر تعداد اعم از کل جمعیت‌ها امان بدهد. هر فرد مسلمان از این صلاحیت حقوقی برخوردار است که برای تا ده نفر که از اهالی دارالحرب هستند درخواست امان کند.